# Борисово (Амурская область)
Бори́сово — село в Октябрьском районе Амурской области России. Входит в состав Романовского сельсовета.

## География
Село находится в верхнем течении реки Ивановка (левый приток Зеи), на автотрассе Чита — Хабаровск, на расстоянии 10 км к северо-востоку от села Екатеринославка, административного центра района.
На северо-восток от села Борисово идёт дорога к селу Беляковка.

## История
Село основано в 1908 году. Названо в память о первом поселенце.

## Население
| 2002 | 2010 | 2012 | 2013 | 2014 | 2015 | 2016 |
| ---- | ---- | ---- | ---- | ---- | ---- | ---- |
| 24   | ↘4   | ↘3   | ↗4   | →4   | →4   | ↘1   |
| 2017 | 2018 |      |      |      |      |      |
| →1   | →1   |      |      |      |      |      |

## Улицы
В селе имеется одна улица — Борисова.

## Экономика
Сельскохозяйственные предприятия Октябрьского района.